# Place du Docteur-Hayem
La place du Docteur-Hayem est une voie située dans les quartiers d'Auteuil et de la Muette du 16e arrondissement de Paris.

## Situation et accès
Elle est desservie à proximité par la ligne 9 à la station La Muette.

## Origine du nom

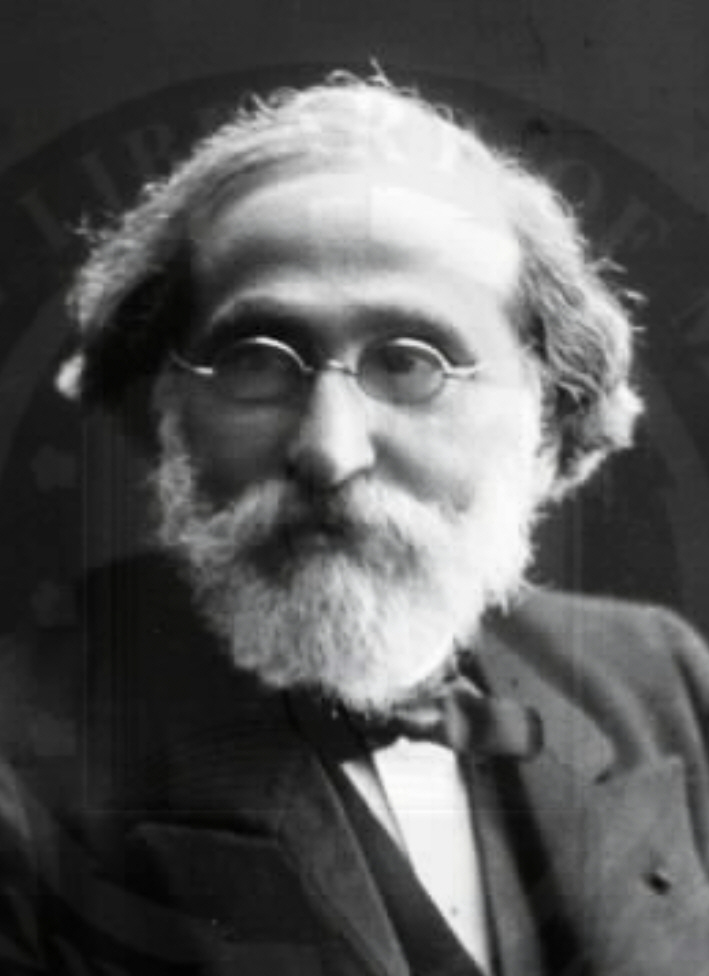
Georges Hayem.

Elle porte le nom du médecin Georges Hayem (1841-1933).

## Historique
La place est créée sur l'emprise des voies qui la bordent et prend sa dénomination actuelle par un arrêté du 20 avril 1935.

## Bâtiments remarquables et lieux de mémoire
- La place donne sur la maison de Radio-France.
- Square Henri-Collet.

## Dans la littérature
Dans Le Flâneur des deux rives (1918), Guillaume Apollinaire écrit : « Il y a encore, entre la rue Raynouard et la rue La Fontaine, une petite place si simple et si proprette que l’on ne saurait rien voir de plus joli. On y voit une grille derrière laquelle se trouve le dernier Hôtel des Haricots !… Ce nom évoque l’Empire et la garde nationale. C’est là que l’on envoyait les gardes nationaux punis. Ils étaient bien logés. Ils y menaient joyeuse vie, et aller à l’Hôtel des Haricots était considéré comme une partie de plaisir plutôt que comme une punition. Lorsque la garde nationale fut supprimée, l’Hôtel des Haricots se trouva sans destination, et la Ville y fit son dépôt de l’éclairage. »
Le poète rapporte aussi que l'écrivain Ricciotto Canudo résidait à ce croisement dans une chambre d'hôtel dont l'aménagement alimentait les discussions. « On disait aussi que les rideaux de cette chambre étaient toujours tirés et que nuit et jour il y brûlait un grand nombre de bougies. Si bien que l’on prenait M. Canudo pour le grand prêtre d’une religion nouvelle dont il accomplissait les rites dans sa chambre. »